# Saison 2007 de l'ATP
Cet article traite de la saison 2007 masculine. Pour la saison 2007 féminine, voir Saison 2007 de la WTA.
Pour un article plus général, voir 2007 en tennis.
Pour un article plus général, voir ATP World Tour.
Vainqueurs des tournois majeurs
Cet article rassemble les résultats des tournois de tennis masculin de la saison 2007. Celle-ci est constituée de 68 tournois répartis en plusieurs catégories :
- 63 organisés par l'ATP :
  - les Masters Series, au nombre de 9 ;
  - les International Series Gold, au nombre de 9 :
  - les International Series, au nombre de 43 ;
  - la Tennis Masters Cup qui réunit les huit meilleurs joueurs et paires au classement ATP Race en fin de saison ;
  - la World Team Cup (compétition par équipes).
- 5 organisés par l'ITF :
  - les 4 tournois du Grand Chelem ;
  - la Coupe Davis (compétition par équipes).

La Hopman Cup est une compétition mixte (par équipes), elle est organisée par l'ITF.

## Résumé de la saison
La saison 2007 a été marquée une fois encore par la domination du Suisse Roger Federer. Pour la deuxième année consécutive (la troisième en quatre ans), il signe un Petit Chelem en remportant l'Open d'Australie, Wimbledon et l'US Open. Il remporte au total 8 titres, dont le Masters et trois Masters Series, et atteint la finale des quatre tournois majeurs de l'année, comme en 2006, mais s'incline encore une fois en finale de Roland-Garros, toujours face à Rafael Nadal. Il termine l'année avec un total de 9 défaites et dépasse notamment le record de Jimmy Connors de 160 semaines consécutives à la première place mondiale (il dépasse même les 200 en fin d'année).
Derrière, Rafael Nadal continue de dominer la saison sur terre battue. Et malgré sa défaite en finale de Hambourg face à Roger Federer, qui met fin à une série de 81 victoires consécutives sur terre battue, il remporte Roland-Garros et trois Masters Series, pour un total de 6 titres. Il atteint également pour la seconde année consécutive la finale de Wimbledon, mais s'incline une fois encore face à Federer après être passé près de la victoire. Cela lui permet d'être le joueur étant resté le plus longtemps à la seconde place mondiale sans interruption avec près de 130 semaines à cette place, mais toujours à distance respectable de Roger Federer. Durant la trêve hivernale, des rumeurs vont bon train concernant la condition physique de l'Espagnol, et notamment une blessure au pied qui l'empêcherait de courir pendant les entraînements depuis 2005. Cependant, Rafael affirmera que « l'histoire qui est sortie est complètement fausse ».
La grande révélation de cette année reste Novak Djokovic, qui termine troisième au classement mondial. Après une finale et une victoire respectivement aux Masters Series d'Indian Wells et Miami en mars, le Serbe a su confirmer tous les espoirs placés en lui tout au long de l'année. Demi-finaliste à Roland-Garros et Wimbledon (s'inclinant les deux fois face à Rafael Nadal) et finaliste à l'US Open (face à Roger Federer), il remporte au total 5 tournois dans l'année, dont un deuxième Masters Series à Montréal.
Derrière ces trois joueurs, les poursuivants sont nombreux. Nikolay Davydenko, qui termine 4e, remporte seulement un titre mais parvient à accéder à deux demi-finales à Roland-Garros et à l'US Open (il s'incline à chaque fois contre Roger Federer) et son plus mauvais résultat en Grand Chelem est un huitième de finale à Wimbledon, ce qui est tout de même le meilleur résultat de sa carrière dans ce tournoi. David Ferrer, 5e, doit surtout sa bonne place au classement à sa fin de saison qui le voit atteindre les demi-finales de l'US Open (il s'incline face à Novak Djokovic) ainsi que la finale de la Masters Cup, perdue contre Roger Federer. Il remporte au total trois titres au cours de l'année. Pour la première fois depuis 2002, Andy Roddick n'atteint aucune finale de Grand Chelem, et doit se contenter d'une demi-finale à l'Open d'Australie (où il se fait écraser par Roger Federer) et à la Masters Cup (battu sèchement par David Ferrer). Néanmoins, il termine l'année en beauté en remportant le saladier d'argent avec l'équipe des États-Unis.
Fernando González réalise un très bon début de saison, en atteignant la finale de l'Open d'Australie et de Rome, respectivement battu par Federer et Nadal. Néanmoins, les résultats qui suivent ne sont pas du même acabit, et il termine l'année 7e, avec un seul tournoi remporté. Enfin, Richard Gasquet se qualifie au dernier moment pour la Masters Cup à la faveur de sa demi-finale à Wimbledon, où il s'était incliné face à Roger Federer.
Il faut aussi noter l'exploit de David Nalbandian qui, après un début de saison catastrophique marqué par des problèmes personnels, a réussi à s'imposer aux Masters Series de Madrid et de Bercy en battant respectivement Federer et Nadal en finale. Il termine finalement à la neuvième place, tandis qu'il était 25e début octobre. Le dernier homme fort de cette saison est Guillermo Cañas qui réussit à vaincre Roger Federer sur deux tournois consécutifs à Indian Wells et Miami (où il atteint la finale, s'inclinant face à Novak Djokovic), deux tournois où le Suisse était pourtant tenant du titre. Néanmoins, l'Argentin ne signe pas d'autre coup d'éclat et termine 15e.
Enfin, en Coupe Davis, les États-Unis écrasent la Russie et s'imposent 3-0. Ils remportent ainsi le tournoi pour la première fois depuis 1995, soit la plus grande période de disette de l'histoire de ce pays, détenteur du plus grand nombre de trophées en Coupe Davis, avec 32 titres. Il faut également noter dans ce tournoi la bonne performance des Suédois, qui parviennent en demi-finale mais qui s'inclinent face aux Américains, et le fait que la Suisse du no 1 mondial soit reléguée en zone Euro-Afrique.

## Nouveautés de la saison
- Dans la catégorie Tennis Masters Series :
  - Paris-Bercy change de surface, passant de la moquette (int.) au dur (int.).
- Dans la catégorie International Series :
  - Palerme (terre (ext.)) disparaît du calendrier sans être remplacé.
  - Costa do Sauípe (terre (ext.)) est avancé d'une semaine dans le calendrier.
  - Moscou change de surface, passant de la moquette (int.) au dur (int.).
  - Bâle change de surface, passant de la moquette (int.) au dur (int.).

## Classements

### Évolution du top 10
| Rang | Nom               | Points |
| ---- | ----------------- | ------ |
| 1    | Roger Federer     | 8370   |
| 2    | Rafael Nadal      | 4470   |
| 3    | Nikolay Davydenko | 2825   |
| 4    | James Blake       | 2530   |
| 5    | Ivan Ljubičić     | 2495   |
| 6    | Andy Roddick      | 2415   |
| 7    | Tommy Robredo     | 2375   |
| 8    | David Nalbandian  | 2295   |
| 9    | Mario Ančić       | 2060   |
| 10   | Fernando González | 2015   |

| Rang | Nom             | Points |
| ---- | --------------- | ------ |
| 1    | Bob Bryan       | 5900   |
| 1    | Mike Bryan      | 5900   |
| 3    | Max Mirnyi      | 5850   |
| 4    | Jonas Björkman  | 5775   |
| 5    | Daniel Nestor   | 4125   |
| 5    | Mark Knowles    | 4125   |
| 7    | Paul Hanley     | 4065   |
| 8    | Kevin Ullyett   | 4015   |
| 9    | Martin Damm     | 3620   |
| 10   | Fabrice Santoro | 3360   |

| Rang | Nom             | Points            |      |
| ---- | --------------- | ----------------- | ---- |
| 1    | en stagnation   | Roger Federer     | 7180 |
| 2    | en stagnation   | Rafael Nadal      | 5735 |
| 3    | en augmentation | Novak Djokovic    | 4470 |
| 4    | en diminution   | Nikolay Davydenko | 2825 |
| 5    | en augmentation | David Ferrer      | 2750 |
| 6    | en stagnation   | Andy Roddick      | 2530 |
| 7    | en augmentation | Fernando González | 2005 |
| 8    | en augmentation | Richard Gasquet   | 1930 |
| 9    | en diminution   | David Nalbandian  | 1775 |
| 10   | en diminution   | Tommy Robredo     | 1765 |

| Rang | Nom             | Points         |      |
| ---- | --------------- | -------------- | ---- |
| 1    | en stagnation   | Bob Bryan      | 6075 |
| 1    | en stagnation   | Mike Bryan     | 6075 |
| 3    | en augmentation | Daniel Nestor  | 4300 |
| 4    | en augmentation | Mark Knowles   | 3995 |
| 5    | en augmentation | Nenad Zimonjić | 3690 |
| 6    | en augmentation | Pavel Vízner   | 3610 |
| 7    | en augmentation | Julian Knowle  | 3600 |
| 8    | en augmentation | Simon Aspelin  | 3355 |
| 9    | en augmentation | Lukáš Dlouhý   | 3120 |
| 10   | en diminution   | Paul Hanley    | 3070 |
| 10   | en diminution   | Kevin Ullyett  | 3070 |

### Statistiques du top 20
| Place | Joueur             | Points | Évolution     |
| ----- | ------------------ | ------ | ------------- |
| 1     | Roger Federer      | 7180   | en stagnation |
| 2     | Rafael Nadal       | 5735   | en stagnation |
| 3     | Novak Djokovic     | 4470   | +13           |
| 4     | Nikolay Davydenko  | 2825   | -1            |
| 5     | David Ferrer       | 2750   | +9            |
| 6     | Andy Roddick       | 2530   | en stagnation |
| 7     | Fernando González  | 2005   | +3            |
| 8     | Richard Gasquet    | 1930   | +10           |
| 9     | David Nalbandian   | 1775   | -1            |
| 10    | Tommy Robredo      | 1765   | -3            |
| 11    | Andy Murray        | 1755   | +6            |
| 12    | Tommy Haas         | 1720   | -1            |
| 13    | James Blake        | 1710   | -9            |
| 14    | Tomáš Berdych      | 1685   | -1            |
| 15    | Guillermo Cañas    | 1653   | +128          |
| 16    | Márcos Baghdatís   | 1600   | -4            |
| 17    | Carlos Moyà        | 1585   | +26           |
| 18    | Ivan Ljubičić      | 1580   | -13           |
| 19    | Mikhail Youzhny    | 1570   | +5            |
| 20    | Juan Ignacio Chela | 1425   | +13           |

| Rang | Joueur          | Points |
| 1    | Bob Bryan       | 6075   |
| 1    | Mike Bryan      | 6075   |
| 3    | Daniel Nestor   | 4300   |
| 4    | Mark Knowles    | 3995   |
| 5    | Nenad Zimonjić  | 3690   |
| 6    | Pavel Vízner    | 3610   |
| 7    | Julian Knowle   | 3600   |
| 8    | Simon Aspelin   | 3355   |
| 9    | Lukáš Dlouhý    | 3120   |
| 10   | Paul Hanley     | 3070   |
| 10   | Kevin Ullyett   | 3070   |
| 12   | Martin Damm     | 2870   |
| 12   | Leander Paes    | 2870   |
| 14   | Arnaud Clément  | 2780   |
| 15   | Jonas Björkman  | 2675   |
| 16   | Max Mirnyi      | 2660   |
| 17   | Michaël Llodra  | 2626   |
| 18   | Jonathan Erlich | 2495   |
| 18   | Andy Ram        | 2495   |
| 20   | Fabrice Santoro | 2431   |

| Rang | Paire           |
| 1    | Bob Bryan       |
| 1    | Mike Bryan      |
| 2    | Mark Knowles    |
| 2    | Daniel Nestor   |
| 3    | Simon Aspelin   |
| 3    | Julian Knowle   |
| 4    | Paul Hanley     |
| 4    | Kevin Ullyett   |
| 5    | Lukáš Dlouhý    |
| 5    | Pavel Vízner    |
| 6    | Martin Damm     |
| 6    | Leander Paes    |
| 7    | Jonas Björkman  |
| 7    | Max Mirnyi      |
| 8    | Jonathan Erlich |
| 8    | Andy Ram        |
| 9    | Arnaud Clément  |
| 9    | Michaël Llodra  |
| 10   | Fabrice Santoro |
| 10   | Nenad Zimonjić  |

## Palmarès
| Catégorie                     |
| ----------------------------- |
| Grand Chelem                  |
| ATP Masters Cup               |
| ATP Masters Series            |
| ATP International Series Gold |
| ATP International Series      |

### Simple
| No | Date       | Nom et lieu du tournoi                                        | Catégorie      | Dotation     | Surface         | Vainqueur             | Finaliste           | Score                     | [ 1 ]   |
| -- | ---------- | ------------------------------------------------------------- | -------------- | ------------ | --------------- | --------------------- | ------------------- | ------------------------- | ------- |
| 1  | 01/01/2007 | Next Generation Adelaide International, Adélaïde              | Int' Series    | 411 000 $    | Dur (ext.)      | Novak Djokovic        | Chris Guccione      | 6-3, 66-7, 6-4            | Tableau |
| 2  | 01/01/2007 | Chennai Open, Chennai                                         | Int' Series    | 391 000 $    | Dur (ext.)      | Xavier Malisse        | Stefan Koubek       | 6-1, 6-3                  | Tableau |
| 3  | 01/01/2007 | Qatar ExxonMobil Open, Doha                                   | Int' Series    | 975 000 $    | Dur (ext.)      | Ivan Ljubičić         | Andy Murray         | 6-4, 6-4                  | Tableau |
| 4  | 08/01/2007 | Heineken Open, Auckland                                       | Int' Series    | 391 000 $    | Dur (ext.)      | David Ferrer          | Tommy Robredo       | 6-4, 6-2                  | Tableau |
| 5  | 08/01/2007 | Medibank International, Sydney                                | Int' Series    | 411 000 $    | Dur (ext.)      | James Blake           | Carlos Moyà         | 6-3, 5-7, 6-1             | Tableau |
| 6  | 15/01/2007 | Australian Open, Melbourne                                    | G. Chelem      | 7 297 050 $  | Dur (ext.)      | Roger Federer         | Fernando González   | 7-62, 6-4, 6-4            | Tableau |
| 7  | 28/01/2007 | Delray Beach International Tennis Championships, Delray Beach | Int' Series    | 391 000 $    | Dur (ext.)      | Xavier Malisse        | James Blake         | 5-7, 6-4, 6-4             | Tableau |
| 8  | 29/01/2007 | Movistar Open, Viña del Mar                                   | Int' Series    | 423 000 $    | Terre (ext.)    | Luis Horna            | Nicolás Massú       | 7-5, 6-3                  | Tableau |
| 9  | 29/01/2007 | PBZ Zagreb Indoors, Zagreb                                    | Int' Series    | 391 000 $    | Moquette (int.) | Márcos Baghdatís      | Ivan Ljubičić       | 7-64, 4-6, 6-4            | Tableau |
| 10 | 12/02/2007 | Brasil Open, Costa do Sauípe                                  | Int' Series    | 431 000 $    | Terre (ext.)    | Guillermo Cañas       | Juan Carlos Ferrero | 7-64, 6-2                 | Tableau |
| 11 | 12/02/2007 | Open 13, Marseille                                            | Int' Series    | 575 000 $    | Dur (int.)      | Gilles Simon          | Márcos Baghdatís    | 6-4, 7-63                 | Tableau |
| 12 | 12/02/2007 | SAP Open, San José                                            | Int' Series    | 391 000 $    | Dur (int.)      | Andy Murray           | Ivo Karlović        | 63-7, 6-4, 7-62           | Tableau |
| 13 | 19/02/2007 | Copa Telmex, Buenos Aires                                     | Int' Series    | 420 000 $    | Terre (ext.)    | Juan Mónaco           | Alessio Di Mauro    | 6-1, 6-2                  | Tableau |
| 14 | 19/02/2007 | Regions Morgan Keegan Championships, Memphis                  | Series Gold    | 732 000 $    | Dur (int.)      | Tommy Haas            | Andy Roddick        | 6-3, 6-2                  | Tableau |
| 15 | 19/02/2007 | ABN AMRO World Tennis Tournament, Rotterdam                   | Series Gold    | 900 000 $    | Dur (int.)      | Mikhail Youzhny       | Ivan Ljubičić       | 6-2, 6-4                  | Tableau |
| 16 | 26/02/2007 | Abierto Mexicano Telcel, Acapulco                             | Series Gold    | 732 000 $    | Terre (ext.)    | Juan Ignacio Chela    | Carlos Moyà         | 6-3, 7-62                 | Tableau |
| 17 | 26/02/2007 | The Dubai Tennis Championships, Dubaï                         | Series Gold    | 1 401 250 $  | Dur (ext.)      | Roger Federer         | Mikhail Youzhny     | 6-4, 6-3                  | Tableau |
| 18 | 26/02/2007 | Tennis Channel Open, Las Vegas                                | Int' Series    | 391 000 $    | Dur (ext.)      | Lleyton Hewitt        | Jürgen Melzer       | 6-4, 7-610                | Tableau |
| 19 | 05/03/2007 | Pacific Life Open, Indian Wells                               | Masters Series | 3 035 000 $  | Dur (ext.)      | Rafael Nadal          | Novak Djokovic      | 6-2, 7-5                  | Tableau |
| 20 | 19/03/2007 | Sony Ericsson Open, Miami                                     | Masters Series | 3 200 000 $  | Dur (ext.)      | Novak Djokovic        | Guillermo Cañas     | 6-3, 6-2, 6-4             | Tableau |
| 21 | 09/04/2007 | US Men's Clay Court Championship, Houston                     | Int' Series    | 391 000 $    | Terre (ext.)    | Ivo Karlović          | Mariano Zabaleta    | 6-4, 6-1                  | Tableau |
| 22 | 09/04/2007 | Open de Tenis Comunidad Valenciana, Valence                   | Int' Series    | 391 000 $    | Terre (ext.)    | Nicolás Almagro       | Potito Starace      | 4-6, 6-2, 6-1             | Tableau |
| 23 | 15/04/2007 | Masters Series Monte-Carlo presented by Rolex, Monte-Carlo    | Masters Series | 2 200 000 $  | Terre (ext.)    | Rafael Nadal          | Roger Federer       | 6-4, 6-4                  | Tableau |
| 24 | 23/04/2007 | Open Seat, Barcelone                                          | Series Gold    | 900 000 $    | Terre (ext.)    | Rafael Nadal          | Guillermo Cañas     | 6-3, 6-4                  | Tableau |
| 25 | 23/04/2007 | Grand-Prix Hassan II, Casablanca                              | Int' Series    | 391 000 $    | Terre (ext.)    | Paul-Henri Mathieu    | Albert Montañés     | 6-1, 6-1                  | Tableau |
| 26 | 29/04/2007 | Estoril Open, Estoril                                         | Int' Series    | 600 000 $    | Terre (ext.)    | Novak Djokovic        | Richard Gasquet     | 7-67, 0-6, 6-1            | Tableau |
| 27 | 30/04/2007 | BMW Open by FWU AG, Munich                                    | Int' Series    | 391 000 $    | Terre (ext.)    | Philipp Kohlschreiber | Mikhail Youzhny     | 2-6, 6-3, 6-4             | Tableau |
| 28 | 07/05/2007 | Internazionali BNL d'Italia, Rome                             | Masters Series | 2 200 000 $  | Terre (ext.)    | Rafael Nadal          | Fernando González   | 6-2, 6-2                  | Tableau |
| 29 | 14/05/2007 | Masters Series Hamburg presented by EON Hanse, Hambourg       | Masters Series | 2 200 000 $  | Terre (ext.)    | Roger Federer         | Rafael Nadal        | 2-6, 6-2, 6-0             | Tableau |
| 30 | 20/05/2007 | Hypo Group Tennis International, Pörtschach                   | Int' Series    | 391 000 $    | Terre (ext.)    | Juan Mónaco           | Gaël Monfils        | 7-63, 6-0                 | Tableau |
| 31 | 28/05/2007 | Roland-Garros, Paris                                          | G. Chelem      | 9 334 930 $  | Terre (ext.)    | Rafael Nadal          | Roger Federer       | 6-3, 4-6, 6-3, 6-4        | Tableau |
| 32 | 11/06/2007 | Gerry Weber Open, Halle (Westf.)                              | Int' Series    | 775 000 $    | Gazon (ext.)    | Tomáš Berdych         | Márcos Baghdatís    | 7-5, 6-4                  | Tableau |
| 33 | 11/06/2007 | The Artois Championships, Londres                             | Int' Series    | 775 000 $    | Gazon (ext.)    | Andy Roddick          | Nicolas Mahut       | 4-6, 7-67, 7-62           | Tableau |
| 34 | 17/06/2007 | Ordina Open, Bois-le-Duc                                      | Int' Series    | 391 000 $    | Gazon (ext.)    | Ivan Ljubičić         | Peter Wessels       | 7-65, 4-6, 7-64           | Tableau |
| 35 | 18/06/2007 | The Nottingham Open, Nottingham                               | Int' Series    | 391 000 $    | Gazon (ext.)    | Ivo Karlović          | Arnaud Clément      | 3-6, 6-4, 6-4             | Tableau |
| 36 | 25/06/2007 | The Championships, Wimbledon                                  | G. Chelem      | 10 039 190 $ | Gazon (ext.)    | Roger Federer         | Rafael Nadal        | 7-67, 4-6, 7-63, 2-6, 6-2 | Tableau |
| 37 | 09/07/2007 | Catella Swedish Open, Båstad                                  | Int' Series    | 391 000 $    | Terre (ext.)    | David Ferrer          | Nicolás Almagro     | 6-1, 6-2                  | Tableau |
| 38 | 09/07/2007 | Allianz Suisse Open, Gstaad                                   | Int' Series    | 471 000 $    | Terre (ext.)    | Paul-Henri Mathieu    | Andreas Seppi       | 61-7, 6-4, 7-5            | Tableau |
| 39 | 09/07/2007 | Campbell’s Hall of Fame Tennis Championships, Newport         | Int' Series    | 391 000 $    | Gazon (ext.)    | Fabrice Santoro       | Nicolas Mahut       | 6-4, 6-4                  | Tableau |
| 40 | 16/07/2007 | Dutch Open Tennis, Amersfoort                                 | Int' Series    | 391 000 $    | Terre (ext.)    | Steve Darcis          | Werner Eschauer     | 6-1, 7-61                 | Tableau |
| 41 | 16/07/2007 | Countrywide Classic, Los Angeles                              | Int' Series    | 500 000 $    | Dur (ext.)      | Radek Štěpánek        | James Blake         | 7-67, 5-7, 6-2            | Tableau |
| 42 | 16/07/2007 | Mercedes Cup, Stuttgart                                       | Series Gold    | 732 000 $    | Terre (ext.)    | Rafael Nadal          | Stanislas Wawrinka  | 6-4, 7-5                  | Tableau |
| 43 | 23/07/2007 | Indianapolis Tennis Championships, Indianapolis               | Int' Series    | 500 000 $    | Dur (ext.)      | Dmitri Toursounov     | Frank Dancevic      | 6-4, 7-5                  | Tableau |
| 44 | 23/07/2007 | Austrian Open, Kitzbühel                                      | Series Gold    | 732 000 $    | Terre (ext.)    | Juan Mónaco           | Potito Starace      | 5-7, 6-3, 6-4             | Tableau |
| 45 | 23/07/2007 | Studena Croatia Open, Umag                                    | Int' Series    | 391 000 $    | Terre (ext.)    | Carlos Moyà           | Andrei Pavel        | 6-4, 6-2                  | Tableau |
| 46 | 29/07/2007 | Legg Mason Tennis Classic, Washington                         | Int' Series    | 575 000 $    | Dur (ext.)      | Andy Roddick          | John Isner          | 6-4, 7-64                 | Tableau |
| 47 | 30/07/2007 | Orange Prokom Open, Sopot                                     | Int' Series    | 475 000 $    | Terre (ext.)    | Tommy Robredo         | José Acasuso        | 7-5, 6-0                  | Tableau |
| 48 | 05/08/2007 | Coupe Rogers, Montréal                                        | Masters Series | 2 200 000 $  | Dur (ext.)      | Novak Djokovic        | Roger Federer       | 7-62, 2-6, 7-62           | Tableau |
| 49 | 13/08/2007 | Western & Southern Financial Group Masters, Cincinnati        | Masters Series | 2 200 000 $  | Dur (ext.)      | Roger Federer         | James Blake         | 6-1, 6-4                  | Tableau |
| 50 | 19/08/2007 | Pilot Pen Tennis, New Haven                                   | Int' Series    | 650 000 $    | Dur (ext.)      | James Blake           | Mardy Fish          | 7-5, 6-4                  | Tableau |
| 51 | 27/08/2007 | US Open, Flushing Meadows                                     | G. Chelem      | 8 848 000 $  | Dur (ext.)      | Roger Federer         | Novak Djokovic      | 7-64, 7-62, 6-4           | Tableau |
| 52 | 10/09/2007 | China Open, Pékin                                             | Int' Series    | 475 000 $    | Dur (ext.)      | Fernando González     | Tommy Robredo       | 6-1, 3-6, 6-1             | Tableau |
| 53 | 10/09/2007 | BCR Open Romania, Bucarest                                    | Int' Series    | 391 000 $    | Terre (ext.)    | Gilles Simon          | Victor Hănescu      | 4-6, 6-3, 6-2             | Tableau |
| 54 | 24/09/2007 | Thailand Open, Bangkok                                        | Int' Series    | 525 000 $    | Dur (int.)      | Dmitri Toursounov     | Benjamin Becker     | 6-2, 6-1                  | Tableau |
| 55 | 24/09/2007 | Kingfisher Airlines Tennis Open, Bombay                       | Int' Series    | 391 000 $    | Dur (ext.)      | Richard Gasquet       | Olivier Rochus      | 6-3, 6-4                  | Tableau |
| 56 | 01/10/2007 | Open de Moselle, Metz                                         | Int' Series    | 391 000 $    | Dur (int.)      | Tommy Robredo         | Andy Murray         | 0-6, 6-2, 6-3             | Tableau |
| 57 | 01/10/2007 | AIG Japan Open Tennis Championships, Tokyo                    | Series Gold    | 732 000 $    | Dur (ext.)      | David Ferrer          | Richard Gasquet     | 6-1, 6-2                  | Tableau |
| 58 | 07/10/2007 | If Stockholm Open, Stockholm                                  | Int' Series    | 775 000 $    | Dur (int.)      | Ivo Karlović          | Thomas Johansson    | 6-3, 3-6, 6-1             | Tableau |
| 59 | 07/10/2007 | BA-CA Tennis Trophy, Vienne                                   | Series Gold    | 732 000 $    | Dur (int.)      | Novak Djokovic        | Stanislas Wawrinka  | 6-4, 6-0                  | Tableau |
| 60 | 08/10/2007 | Kremlin Cup, Moscou                                           | Int' Series    | 975 000 $    | Dur (int.)      | Nikolay Davydenko     | Paul-Henri Mathieu  | 7-5, 7-69                 | Tableau |
| 61 | 15/10/2007 | Mutua Madrileña Masters Madrid, Madrid                        | Masters Series | 2 200 000 $  | Dur (int.)      | David Nalbandian      | Roger Federer       | 1-6, 6-3, 6-3             | Tableau |
| 62 | 22/10/2007 | Davidoff Swiss Indoors Basel, Bâle                            | Int' Series    | 975 000 $    | Dur (int.)      | Roger Federer         | Jarkko Nieminen     | 6-3, 6-4                  | Tableau |
| 63 | 22/10/2007 | Grand Prix de tennis de Lyon, Lyon                            | Int' Series    | 775 000 $    | Moquette (int.) | Sébastien Grosjean    | Marc Gicquel        | 7-65, 6-4                 | Tableau |
| 64 | 22/10/2007 | St. Petersburg Open, Saint-Pétersbourg                        | Int' Series    | 975 000 $    | Moquette (int.) | Andy Murray           | Fernando Verdasco   | 6-2, 6-3                  | Tableau |
| 65 | 28/10/2007 | BNP Paribas Masters, Paris                                    | Masters Series | 2 200 000 $  | Dur (int.)      | David Nalbandian      | Rafael Nadal        | 6-4, 6-0                  | Tableau |
| 66 | 12/11/2007 | Tennis Masters Cup, Shanghai                                  | Masters        | 3 800 000 $  | Dur (int.)      | Roger Federer         | David Ferrer        | 6-2, 6-3, 6-2             | Tableau |

### Double
| No | Date       | Nom et lieu du tournoi                                       | Catégorie      | Dotation     | Surface         | Vainqueurs                              | Finalistes                               | Score               | [ 1 ]   |
| -- | ---------- | ------------------------------------------------------------ | -------------- | ------------ | --------------- | --------------------------------------- | ---------------------------------------- | ------------------- | ------- |
| 1  | 01/01/2007 | Next Generation Adelaide International Adélaïde              | Int' Series    | 411 000 $    | Dur (ext.)      | Wesley Moodie Todd Perry                | Novak Djokovic Radek Štěpánek            | 6-4, 3-6, [15-13]   | Tableau |
| 2  | 01/01/2007 | Chennai Open Chennai                                         | Int' Series    | 391 000 $    | Dur (ext.)      | Xavier Malisse Dick Norman              | Rafael Nadal Bartolomé Salvá-Vidal       | 7-64, 7-64          | Tableau |
| 3  | 01/01/2007 | Qatar ExxonMobil Open Doha                                   | Int' Series    | 975 000 $    | Dur (ext.)      | Mikhail Youzhny Nenad Zimonjić          | Martin Damm Leander Paes                 | 6-1, 7-63           | Tableau |
| 4  | 08/01/2007 | Heineken Open Auckland                                       | Int' Series    | 391 000 $    | Dur (ext.)      | Jeff Coetzee Rogier Wassen              | Simon Aspelin Chris Haggard              | 69-7, 6-3, [10-2]   | Tableau |
| 5  | 08/01/2007 | Medibank International Sydney                                | Int' Series    | 411 000 $    | Dur (ext.)      | Paul Hanley Kevin Ullyett               | Mark Knowles Daniel Nestor               | 6-4, 63-7, [10-6]   | Tableau |
| 6  | 15/01/2007 | Australian Open Melbourne                                    | G. Chelem      | 7 297 050 $  | Dur (ext.)      | Bob Bryan Mike Bryan                    | Jonas Björkman Max Mirnyi                | 7-5, 7-5            | Tableau |
| 7  | 28/01/2007 | Delray Beach International Tennis Championships Delray Beach | Int' Series    | 391 000 $    | Dur (ext.)      | Hugo Armando Xavier Malisse             | James Auckland Stephen Huss              | 6-3, 64-7, [10-5]   | Tableau |
| 8  | 29/01/2007 | Movistar Open Viña del Mar                                   | Int' Series    | 423 000 $    | Terre (ext.)    | Paul Capdeville Óscar Hernández         | Albert Montañés Rubén Ramírez Hidalgo    | 4-6, 6-4, [10-6]    | Tableau |
| 9  | 29/01/2007 | PBZ Zagreb Indoors Zagreb                                    | Int' Series    | 391 000 $    | Moquette (int.) | Michael Kohlmann Alexander Waske        | František Čermák Jaroslav Levinský       | 7-65, 4-6, [10-5]   | Tableau |
| 10 | 12/02/2007 | Brasil Open Costa do Sauípe                                  | Int' Series    | 431 000 $    | Terre (ext.)    | Lukáš Dlouhý Pavel Vízner               | Albert Montañés Rubén Ramírez Hidalgo    | 6-2, 7-64           | Tableau |
| 11 | 12/02/2007 | Open 13 Marseille                                            | Int' Series    | 575 000 $    | Dur (int.)      | Arnaud Clément Michaël Llodra           | Mark Knowles Daniel Nestor               | 7-5, 4-6, [10-8]    | Tableau |
| 12 | 12/02/2007 | SAP Open San José                                            | Int' Series    | 391 000 $    | Dur (int.)      | Eric Butorac Jamie Murray               | Chris Haggard Rainer Schüttler           | 7-5, 7-66           | Tableau |
| 13 | 19/02/2007 | Copa Telmex Buenos Aires                                     | Int' Series    | 420 000 $    | Terre (ext.)    | Martín García Sebastián Prieto          | Albert Montañés Rubén Ramírez Hidalgo    | 6-4, 6-2            | Tableau |
| 14 | 19/02/2007 | Regions Morgan Keegan Championships Memphis                  | Series Gold    | 732 000 $    | Dur (int.)      | Eric Butorac Jamie Murray               | Julian Knowle Jürgen Melzer              | 7-5, 6-3            | Tableau |
| 15 | 19/02/2007 | ABN AMRO World Tennis Tournament Rotterdam                   | Series Gold    | 900 000 $    | Dur (int.)      | Martin Damm Leander Paes                | Andrei Pavel Alexander Waske             | 6-3, 65-7, [10-7]   | Tableau |
| 16 | 26/02/2007 | Abierto Mexicano Telcel Acapulco                             | Series Gold    | 732 000 $    | Terre (ext.)    | Potito Starace Martín Vassallo Argüello | Lukáš Dlouhý Pavel Vízner                | 6-0, 6-2            | Tableau |
| 17 | 26/02/2007 | The Dubai Tennis Championships Dubaï                         | Series Gold    | 1 401 250 $  | Dur (ext.)      | Fabrice Santoro Nenad Zimonjić          | Mahesh Bhupathi Radek Štěpánek           | 7-5, 63-7, [10-7]   | Tableau |
| 18 | 26/02/2007 | Tennis Channel Open Las Vegas                                | Int' Series    | 391 000 $    | Dur (ext.)      | Bob Bryan Mike Bryan                    | Jonathan Erlich Andy Ram                 | 7-66, 6-2           | Tableau |
| 19 | 05/03/2007 | Pacific Life Open Indian Wells                               | Masters Series | 3 035 000 $  | Dur (ext.)      | Martin Damm Leander Paes                | Jonathan Erlich Andy Ram                 | 6-4, 6-4            | Tableau |
| 20 | 19/03/2007 | Sony Ericsson Open Miami                                     | Masters Series | 3 200 000 $  | Dur (ext.)      | Bob Bryan Mike Bryan                    | Martin Damm Leander Paes                 | 67-7, 6-3, [10-7]   | Tableau |
| 21 | 09/04/2007 | US Men's Clay Court Championship Houston                     | Int' Series    | 391 000 $    | Terre (ext.)    | Bob Bryan Mike Bryan                    | Mark Knowles Daniel Nestor               | 7-63, 6-4           | Tableau |
| 22 | 09/04/2007 | Open de Tenis Comunidad Valenciana Valence                   | Int' Series    | 391 000 $    | Terre (ext.)    | Wesley Moodie Todd Perry                | Yves Allegro Sebastián Prieto            | 7-5, 7-5            | Tableau |
| 23 | 15/04/2007 | Masters Series Monte-Carlo presented by Rolex Monte-Carlo    | Masters Series | 2 200 000 $  | Terre (ext.)    | Bob Bryan Mike Bryan                    | Julien Benneteau Richard Gasquet         | 6-2, 6-1            | Tableau |
| 24 | 23/04/2007 | Open Seat Barcelone                                          | Series Gold    | 900 000 $    | Terre (ext.)    | Andrei Pavel Alexander Waske            | Rafael Nadal Bartolomé Salvá-Vidal       | 6-3, 7-61           | Tableau |
| 25 | 23/04/2007 | Grand-Prix Hassan II Casablanca                              | Int' Series    | 391 000 $    | Terre (ext.)    | Jordan Kerr David Škoch                 | Łukasz Kubot Oliver Marach               | 7-64, 1-6, [10-4]   | Tableau |
| 26 | 29/04/2007 | Estoril Open Estoril                                         | Int' Series    | 600 000 $    | Terre (ext.)    | Marcelo Melo André Sá                   | Martín García Sebastián Prieto           | 3-6, 6-2, [10-6]    | Tableau |
| 27 | 30/04/2007 | BMW Open by FWU AG Munich                                    | Int' Series    | 391 000 $    | Terre (ext.)    | Philipp Kohlschreiber Mikhail Youzhny   | Jan Hájek Jaroslav Levinský              | 6-1, 6-4            | Tableau |
| 28 | 07/05/2007 | Internazionali BNL d'Italia Rome                             | Masters Series | 2 200 000 $  | Terre (ext.)    | Fabrice Santoro Nenad Zimonjić          | Bob Bryan Mike Bryan                     | 6-4, 64-7, [10-7]   | Tableau |
| 29 | 14/05/2007 | Masters Series Hamburg presented by EON Hanse Hambourg       | Masters Series | 2 200 000 $  | Terre (ext.)    | Bob Bryan Mike Bryan                    | Paul Hanley Kevin Ullyett                | 6-3, 6-4            | Tableau |
| 30 | 20/05/2007 | Hypo Group Tennis International Pörtschach                   | Int' Series    | 391 000 $    | Terre (ext.)    | Simon Aspelin Julian Knowle             | Leoš Friedl David Škoch                  | 7-66, 5-7, [10-5]   | Tableau |
| 31 | 28/05/2007 | Roland-Garros Paris                                          | G. Chelem      | 9 334 930 $  | Terre (ext.)    | Mark Knowles Daniel Nestor              | Lukáš Dlouhý Pavel Vízner                | 2-6, 6-3, 6-4       | Tableau |
| 32 | 11/06/2007 | Gerry Weber Open Halle (Westf.)                              | Int' Series    | 775 000 $    | Gazon (ext.)    | Simon Aspelin Julian Knowle             | Fabrice Santoro Nenad Zimonjić           | 6-4, 7-65           | Tableau |
| 33 | 11/06/2007 | The Artois Championships Londres                             | Int' Series    | 775 000 $    | Gazon (ext.)    | Mark Knowles Daniel Nestor              | Bob Bryan Mike Bryan                     | 7-64, 7-5           | Tableau |
| 34 | 17/06/2007 | Ordina Open Bois-le-Duc                                      | Int' Series    | 391 000 $    | Gazon (ext.)    | Jeff Coetzee Rogier Wassen              | Martin Damm Leander Paes                 | 3-6, 7-65, [12-10]  | Tableau |
| 35 | 18/06/2007 | The Nottingham Open Nottingham                               | Int' Series    | 391 000 $    | Gazon (ext.)    | Eric Butorac Jamie Murray               | Josh Goodall Ross Hutchins               | 4-6, 6-3, [10-5]    | Tableau |
| 36 | 25/06/2007 | The Championships Wimbledon                                  | G. Chelem      | 10 039 190 $ | Gazon (ext.)    | Arnaud Clément Michaël Llodra           | Bob Bryan Mike Bryan                     | 65-7, 6-3, 6-4, 6-4 | Tableau |
| 37 | 09/07/2007 | Catella Swedish Open Båstad                                  | Int' Series    | 391 000 $    | Terre (ext.)    | Simon Aspelin Julian Knowle             | Martín García Sebastián Prieto           | 6-2, 6-4            | Tableau |
| 38 | 09/07/2007 | Allianz Suisse Open Gstaad                                   | Int' Series    | 471 000 $    | Terre (ext.)    | František Čermák Pavel Vízner           | Marc Gicquel Florent Serra               | 7-5, 5-7, [10-7]    | Tableau |
| 39 | 09/07/2007 | Campbell’s Hall of Fame Tennis Championships Newport         | Int' Series    | 391 000 $    | Gazon (ext.)    | Jordan Kerr Jim Thomas                  | Nathan Healey Igor Kunitsyn              | 6-3, 7-5            | Tableau |
| 40 | 16/07/2007 | Dutch Open Tennis Amersfoort                                 | Int' Series    | 391 000 $    | Terre (ext.)    | Juan Pablo Brzezicki Juan Pablo Guzmán  | Robin Haase Rogier Wassen                | 6-2, 6-0            | Tableau |
| 41 | 16/07/2007 | Countrywide Classic Los Angeles                              | Int' Series    | 500 000 $    | Dur (ext.)      | Bob Bryan Mike Bryan                    | Scott Lipsky David Martin                | 7-65, 6-2           | Tableau |
| 42 | 16/07/2007 | Mercedes Cup Stuttgart                                       | Series Gold    | 732 000 $    | Terre (ext.)    | František Čermák Leoš Friedl            | Guillermo García-López Fernando Verdasco | 6-4, 6-4            | Tableau |
| 43 | 23/07/2007 | Indianapolis Tennis Championships Indianapolis               | Int' Series    | 500 000 $    | Dur (ext.)      | Juan Martín del Potro Travis Parrott    | Teymuraz Gabashvili Ivo Karlović         | 3-6, 6-2, [10-6]    | Tableau |
| 44 | 23/07/2007 | Austrian Open Kitzbühel                                      | Series Gold    | 732 000 $    | Terre (ext.)    | Luis Horna Potito Starace               | Tomas Behrend Christopher Kas            | 7-64, 7-65          | Tableau |
| 45 | 23/07/2007 | Studena Croatia Open Umag                                    | Int' Series    | 391 000 $    | Terre (ext.)    | Lukáš Dlouhý Michal Mertiňák            | Jaroslav Levinský David Škoch            | 6-1, 6-1            | Tableau |
| 46 | 29/07/2007 | Legg Mason Tennis Classic Washington                         | Int' Series    | 575 000 $    | Dur (ext.)      | Bob Bryan Mike Bryan                    | Jonathan Erlich Andy Ram                 | 7-65, 3-6, [10-7]   | Tableau |
| 47 | 30/07/2007 | Orange Prokom Open Sopot                                     | Int' Series    | 475 000 $    | Terre (ext.)    | Mariusz Fyrstenberg Marcin Matkowski    | Martín García Sebastián Prieto           | 6-1, 6-1            | Tableau |
| 48 | 05/08/2007 | Coupe Rogers Montréal                                        | Masters Series | 2 200 000 $  | Dur (ext.)      | Mahesh Bhupathi Pavel Vízner            | Paul Hanley Kevin Ullyett                | 6-4, 6-4            | Tableau |
| 49 | 13/08/2007 | Western & Southern Financial Group Masters Cincinnati        | Masters Series | 2 200 000 $  | Dur (ext.)      | Jonathan Erlich Andy Ram                | Bob Bryan Mike Bryan                     | 4-6, 6-3, [13-11]   | Tableau |
| 50 | 19/08/2007 | Pilot Pen Tennis New Haven                                   | Int' Series    | 650 000 $    | Dur (ext.)      | Mahesh Bhupathi Nenad Zimonjić          | Mariusz Fyrstenberg Marcin Matkowski     | 6-3, 6-3            | Tableau |
| 51 | 27/08/2007 | US Open Flushing Meadows                                     | G. Chelem      | 8 848 000 $  | Dur (ext.)      | Simon Aspelin Julian Knowle             | Lukáš Dlouhý Pavel Vízner                | 7-5, 6-4            | Tableau |
| 52 | 10/09/2007 | China Open Pékin                                             | Int' Series    | 475 000 $    | Dur (ext.)      | Rik De Voest Ashley Fisher              | Chris Haggard Lu Yen-hsun                | 63-7, 6-0, [10-6]   | Tableau |
| 53 | 10/09/2007 | BCR Open Romania Bucarest                                    | Int' Series    | 391 000 $    | Terre (ext.)    | Oliver Marach Michal Mertiňák           | Martín García Sebastián Prieto           | 7-62, 7-68          | Tableau |
| 54 | 24/09/2007 | Thailand Open Bangkok                                        | Int' Series    | 525 000 $    | Dur (int.)      | Sanchai Ratiwatana Sonchat Ratiwatana   | Michaël Llodra Nicolas Mahut             | 3-6, 7-5, [10-7]    | Tableau |
| 55 | 24/09/2007 | Kingfisher Airlines Tennis Open Bombay                       | Int' Series    | 391 000 $    | Dur (ext.)      | Robert Lindstedt Jarkko Nieminen        | Rohan Bopanna Aisam-Ul-Haq Qureshi       | 7-63, 7-65          | Tableau |
| 56 | 01/10/2007 | Open de Moselle Metz                                         | Int' Series    | 391 000 $    | Dur (int.)      | Arnaud Clément Michaël Llodra           | Mariusz Fyrstenberg Marcin Matkowski     | 6-1, 6-4            | Tableau |
| 57 | 01/10/2007 | AIG Japan Open Tennis Championships Tokyo                    | Series Gold    | 732 000 $    | Dur (ext.)      | Jordan Kerr Robert Lindstedt            | Frank Dancevic Stephen Huss              | 6-4, 6-4            | Tableau |
| 58 | 07/10/2007 | If Stockholm Open Stockholm                                  | Int' Series    | 775 000 $    | Dur (int.)      | Jonas Björkman Max Mirnyi               | Arnaud Clément Michaël Llodra            | 6-4, 6-4            | Tableau |
| 59 | 07/10/2007 | BA-CA Tennis Trophy Vienne                                   | Series Gold    | 732 000 $    | Dur (int.)      | Mariusz Fyrstenberg Marcin Matkowski    | Tomas Behrend Christopher Kas            | 6-4, 6-2            | Tableau |
| 60 | 08/10/2007 | Kremlin Cup Moscou                                           | Int' Series    | 975 000 $    | Dur (int.)      | Marat Safin Dmitri Toursounov           | Tomáš Cibulec Lovro Zovko                | 6-4, 6-2            | Tableau |
| 61 | 15/10/2007 | Mutua Madrileña Masters Madrid                               | Masters Series | 2 200 000 $  | Dur (int.)      | Bob Bryan Mike Bryan                    | Mariusz Fyrstenberg Marcin Matkowski     | 6-3, 7-64           | Tableau |
| 62 | 22/10/2007 | Davidoff Swiss Indoors Basel Bâle                            | Int' Series    | 975 000 $    | Dur (int.)      | Bob Bryan Mike Bryan                    | James Blake Mark Knowles                 | 6-1, 6-1            | Tableau |
| 63 | 22/10/2007 | Grand Prix de tennis de Lyon Lyon                            | Int' Series    | 775 000 $    | Moquette (int.) | Sébastien Grosjean Jo-Wilfried Tsonga   | Łukasz Kubot Lovro Zovko                 | 6-4, 6-3            | Tableau |
| 64 | 22/10/2007 | St. Petersburg Open Saint-Pétersbourg                        | Int' Series    | 975 000 $    | Moquette (int.) | Daniel Nestor Nenad Zimonjić            | Jürgen Melzer Todd Perry                 | 6-1, 7-63           | Tableau |
| 65 | 28/10/2007 | BNP Paribas Masters Paris                                    | Masters Series | 2 200 000 $  | Dur (int.)      | Bob Bryan Mike Bryan                    | Daniel Nestor Nenad Zimonjić             | 6-3, 7-63           | Tableau |
| 66 | 12/11/2007 | Tennis Masters Cup Shanghai                                  | Masters        | 3 800 000 $  | Dur (int.)      | Mark Knowles Daniel Nestor              | Simon Aspelin Julian Knowle              | 6-2, 6-3            | Tableau |

### Double mixte
| No | Date       | Nom et lieu du tournoi      | Catégorie | Dotation     | Surface      | Vainqueurs                      | Finalistes                        | Score         |         |
| -- | ---------- | --------------------------- | --------- | ------------ | ------------ | ------------------------------- | --------------------------------- | ------------- | ------- |
| 1  | 15/01/2007 | Australian Open Melbourne   | G. Chelem | 7 297 052 $  | Dur (ext.)   | Elena Likhovtseva Daniel Nestor | Victoria Azarenka Max Mirnyi      | 6-4, 6-4      | Tableau |
| 2  | 28/05/2007 | Roland-Garros Paris         | G. Chelem | 9 334 932 $  | Terre (ext.) | Nathalie Dechy Andy Ram         | Katarina Srebotnik Nenad Zimonjić | 7-5, 6-3      | Tableau |
| 3  | 25/06/2007 | The Championships Wimbledon | G. Chelem | 10 039 193 $ | Gazon (ext.) | Jamie Murray Jelena Janković    | Jonas Björkman Alicia Molik       | 6-4, 3-6, 6-1 | Tableau |
| 4  | 27/08/2007 | US Open Flushing Meadows    | G. Chelem | 8 848 000 $  | Dur (ext.)   | Victoria Azarenka Max Mirnyi    | Meghann Shaughnessy Leander Paes  | 6-4, 7-66     | Tableau |

### Compétitions par équipes
| | États-Unis | 4                                | -  | 1  | Russie |    |  |
| --- | ---------- | -------------------------------- | -- | -- | ------ | -- |  |
| Memorial Coliseum, Portland, Oregon, États-Unis |            |                                  |    |    |        |    |  |
| du 30 novembre au 2 décembre 2007 sur dur (int.) |            |                                  |    |    |        |    |  |
| \| 1 \| \| Andy Roddick \| 6 \| 6 \| 6 \| \| \| \| 1 \| \| Dmitri Toursounov \| 4 \| 4 \| 2 \| \| \| \| 2 \| \| James Blake \| 6 \| 7 \| 63 \| 7 \| \| \| 2 \| \| Mikhail Youzhny \| 3 \| 63 \| 7 \| 63 \| \| \| 3 \| \| Mike Bryan - Bob Bryan \| 7 \| 6 \| 6 \| \| \| \| 3 \| \| Igor Andreev - Nikolay Davydenko \| 64 \| 4 \| 2 \| \| \| \| \| \| \| \| \| \| \| \| \| 4 \| \| Bob Bryan \| 3 \| 64 \| \| \| \| \| 4 \| \| Igor Andreev \| 6 \| 7 \| \| \| \| \| \| \| \| \| \| \| \| \| \| 5 \| \| James Blake \| 1 \| 6 \| 7 \| \| \| \| 5 \| \| Dmitri Toursounov \| 6 \| 3 \| 5 \| \| \| \| \| \| \| \| \| \| \| \| |            |                                  |    |    |        |    |  |
| 1 |            | Andy Roddick                     | 6  | 6  | 6      |    |  |
| 1 |            | Dmitri Toursounov                | 4  | 4  | 2      |    |  |
| 2 |            | James Blake                      | 6  | 7  | 63     | 7  |  |
| 2 |            | Mikhail Youzhny                  | 3  | 63 | 7      | 63 |  |
| 3 |            | Mike Bryan - Bob Bryan           | 7  | 6  | 6      |    |  |
| 3 |            | Igor Andreev - Nikolay Davydenko | 64 | 4  | 2      |    |  |
| |            |                                  |    |    |        |    |  |
| 4 |            | Bob Bryan                        | 3  | 64 |        |    |  |
| 4 |            | Igor Andreev                     | 6  | 7  |        |    |  |
| |            |                                  |    |    |        |    |  |
| 5 |            | James Blake                      | 1  | 6  | 7      |    |  |
| 5 |            | Dmitri Toursounov                | 6  | 3  | 5      |    |  |
| |            |                                  |    |    |        |    |  |

| 1 |  | Andy Roddick                     | 6  | 6  | 6  |    |  |
| 1 |  | Dmitri Toursounov                | 4  | 4  | 2  |    |  |
| 2 |  | James Blake                      | 6  | 7  | 63 | 7  |  |
| 2 |  | Mikhail Youzhny                  | 3  | 63 | 7  | 63 |  |
| 3 |  | Mike Bryan - Bob Bryan           | 7  | 6  | 6  |    |  |
| 3 |  | Igor Andreev - Nikolay Davydenko | 64 | 4  | 2  |    |  |
|   |  |                                  |    |    |    |    |  |
| 4 |  | Bob Bryan                        | 3  | 64 |    |    |  |
| 4 |  | Igor Andreev                     | 6  | 7  |    |    |  |
|   |  |                                  |    |    |    |    |  |
| 5 |  | James Blake                      | 1  | 6  | 7  |    |  |
| 5 |  | Dmitri Toursounov                | 6  | 3  | 5  |    |  |
|   |  |                                  |    |    |    |    |  |

|  | Équipe 1 | Score | Équipe 2 |  |
|  | Russie   | 2 – 0 | Espagne  |  |

| Ordre des matchs | Joueurs                           | Points au premier set | Points au second set | Points au troisième set |
| ---------------- | --------------------------------- | --------------------- | -------------------- | ----------------------- |
| 1                | Nadia Petrova                     | 6                     | 6                    |                         |
| 1                | Anabel Medina Garrigues           | 0                     | 4                    |                         |
|                  |                                   |                       |                      |                         |
| 2                | Dmitri Toursounov                 | 6                     | 7                    |                         |
| 2                | Tommy Robredo                     | 4                     | 5                    |                         |
|                  |                                   |                       |                      |                         |
| 3 (sans enjeu)   | Nadia Petrova - Dmitri Toursounov | Non                   | Joué                 |                         |
| 3 (sans enjeu)   | Anabel Medina - Tommy Robredo     |                       |                      |                         |

|  | Équipe 1  | Score | Équipe 2           |  |
|  | Argentine | 2 – 1 | République tchèque |  |

| Ordre des matchs | Joueurs                         | Points au premier set | Points au second set | Points au troisième set |
| ---------------- | ------------------------------- | --------------------- | -------------------- | ----------------------- |
| 1                | Juan Ignacio Chela              | 6                     | 3                    | 65                      |
| 1                | Tomáš Berdych                   | 3                     | 6                    | 7                       |
|                  |                                 |                       |                      |                         |
| 2                | Agustín Calleri                 | 6                     | 6                    |                         |
| 2                | Jan Hájek                       | 3                     | 1                    |                         |
|                  |                                 |                       |                      |                         |
| 3                | José Acasuso - Sebastián Prieto | 2                     | 6                    | 10                      |
| 3                | Tomáš Berdych - Jan Hájek       | 6                     | 4                    | 4                       |

## Informations statistiques
Les tournois sont listés par ordre chronologique.

### En simple
| Joueur                | Nombre | Titre(s)                                                                           |
| Roger Federer         | 8      | Open d'Australie, Dubaï, Hambourg, Wimbledon, Cincinnati, US Open, Bâle et Masters |
| Rafael Nadal          | 6      | Indian Wells, Monte-Carlo, Barcelone, Rome, Roland Garros et Stuttgart             |
| Novak Djokovic        | 5      | Adélaïde, Miami , Estoril, Montréal et Vienne                                      |
| Juan Mónaco           | 3      | Buenos Aires, Pörtschach et Kitzbühel                                              |
| David Ferrer          | 3      | Auckland, Båstad et Tokyo                                                          |
| Ivo Karlović          | 3      | Houston, Nottingham et Stockholm                                                   |
| David Nalbandian      | 2      | Madrid et Paris-Bercy                                                              |
| Andy Roddick          | 2      | Queen's et Washington                                                              |
| James Blake           | 2      | Sydney et New Haven                                                                |
| Xavier Malisse        | 2      | Chennai et Delray Beach                                                            |
| Ivan Ljubičić         | 2      | Doha et Bois-le-Duc                                                                |
| Tommy Robredo         | 2      | Sopot et Metz                                                                      |
| Gilles Simon          | 2      | Marseille et Bucarest                                                              |
| Paul-Henri Mathieu    | 2      | Casablanca et Gstaad                                                               |
| Andy Murray           | 2      | San José et Saint-Pétersbourg                                                      |
| Dmitri Toursounov     | 2      | Indianapolis et Bangkok                                                            |
| Mikhail Youzhny       | 1      | Rotterdam                                                                          |
| Philipp Kohlschreiber | 1      | Munich                                                                             |
| Tommy Haas            | 1      | Memphis                                                                            |
| Guillermo Cañas       | 1      | Costa do Sauípe                                                                    |
| Juan Ignacio Chela    | 1      | Acapulco                                                                           |
| Lleyton Hewitt        | 1      | Las Vegas                                                                          |
| Steve Darcis          | 1      | Amersfoort                                                                         |
| Fernando González     | 1      | Pékin                                                                              |
| Márcos Baghdatís      | 1      | Zagreb                                                                             |
| Carlos Moyà           | 1      | Umag                                                                               |
| Nicolás Almagro       | 1      | Valence                                                                            |
| Fabrice Santoro       | 1      | Newport                                                                            |
| Richard Gasquet       | 1      | Bombay                                                                             |
| Sébastien Grosjean    | 1      | Lyon                                                                               |
| Luis Horna            | 1      | Viña del Mar                                                                       |
| Radek Štěpánek        | 1      | Los Angeles                                                                        |
| Tomáš Berdych         | 1      | Halle                                                                              |
| Nikolay Davydenko     | 1      | Moscou                                                                             |

| Joueur                | Début de carrière | Premier titre |
| Steve Darcis          | 2003              | Amersfoort    |
| Juan Mónaco           | 2002              | Buenos Aires  |
| Gilles Simon          | 2002              | Marseille     |
| Philipp Kohlschreiber | 2001              | Munich        |
| Ivo Karlović          | 2000              | Houston       |

### En double
| Joueur                               | Nombre | Titre(s) |
| Bob Bryan Mike Bryan                 | 11     | Open d'Australie, Las Vegas, Miami, Houston, Monte-Carlo, Hambourg, Los Angeles, Washington, Madrid, Bâle et Paris-Bercy |
| Nenad Zimonjić                       | 5      | Doha, Dubaï, Rome, New Haven et Saint-Pétersbourg                                                                        |
| Daniel Nestor                        | 4      | Roland garros, Queen's, Saint-Pétersbourg et Masters                                                                     |
| Simon Aspelin Julian Knowle          | 4      | Pörtschach, Halle, Båstad et US Open                                                                                     |
| Mark Knowles                         | 3      | Roland garros, Queen's et Masters                                                                                        |
| Arnaud Clément Michaël Llodra        | 3      | Marseille, Wimbledon et Metz                                                                                             |
| Eric Butorac Jamie Murray            | 3      | San José, Memphis et Nottingham                                                                                          |
| Jordan Kerr                          | 3      | Casablanca, Newport et Tokyo                                                                                             |
| Pavel Vízner                         | 3      | Costa do Sauípe, Gstaad et Montréal                                                                                      |
| Jeff Coetzee Rogier Wassen           | 2      | Auckland et Bois-le-Duc                                                                                                  |
| Wesley Moodie Todd Perry             | 2      | Adélaïde et Valence |
| Alexander Waske                      | 2      | Zagreb et Barcelone |
| Mikhail Youzhny                      | 2      | Doha et Munich |
| Robert Lindstedt                     | 2      | Bombay et Tokyo |
| Michal Mertiňák                      | 2      | Umag et Bucarest |
| Xavier Malisse                       | 2      | Chennai et Delray Beach                                                                                                  |
| Fabrice Santoro                      | 2      | Dubaï et Rome |
| Mahesh Bhupathi                      | 2      | Montréal et New Haven |
| Potito Starace                       | 2      | Acapulco et Kitzbühel |
| Mariusz Fyrstenberg Marcin Matkowski | 2      | Sopot et Vienne |
| František Čermák                     | 2      | Gstaad et Stuttgart |
| Lukáš Dlouhý                         | 2      | Costa do Sauípe et Umag                                                                                                  |
| Martin Damm Leander Paes             | 2      | Rotterdam et Indian Wells                                                                                                |

| Joueur                   | Début de carrière | Premier titre |
| Juan Martín del Potro    | 2005              | Indianapolis  |
| Sanchai Ratiwatana       | 2004              | Bangkok       |
| Sonchat Ratiwatana       | 2004              | Bangkok       |
| Jo-Wilfried Tsonga       | 2004              | Lyon          |
| Jamie Murray             | 2004              | San José      |
| Eric Butorac             | 2003              | San José      |
| Paul Capdeville          | 2002              | Viña del Mar  |
| Potito Starace           | 2001              | Acapulco      |
| Juan Pablo Brzezicki     | 2001              | Amersfoort    |
| Jarkko Nieminen          | 2000              | Bombay        |
| Dmitri Toursounov        | 2000              | Moscou        |
| Juan Pablo Guzmán        | 1999              | Amersfoort    |
| Rik De Voest             | 1999              | Pékin         |
| Martín Vassallo Argüello | 1999              | Acapulco      |
| Oliver Marach            | 1998              | Bucarest      |
| Robert Lindstedt         | 1998              | Bombay        |
| Marcelo Melo             | 1998              | Estoril       |
| Óscar Hernández          | 1998              | Viña del Mar  |
| Hugo Armando             | 1997              | Delray Beach  |
| Dick Norman              | 1991              | Chennai       |